# Natação no Campeonato Europeu de Esportes Aquáticos de 2012 - 800 m livre feminino
A prova dos 800 metros livre feminino da natação no Campeonato Europeu de Esportes Aquáticos de 2012 ocorreu entre os dias 23 e 24 de maio em Debrecen na Hungria. 

## Calendário
| Fase          | Data       | Hora  |
| ------------- | ---------- | ----- |
| Eliminatórias | 23 de maio | 10:50 |
| Final         | 24 de maio | 17:02 |

Todos os horários estão no horário local (UTC+1)

## Recordes
Antes desta competição, os recordes eram os seguintes:
| Recorde mundial       | Rebecca Adlington | 8:14.10 | Pequim    | 16 de agosto de 2008 |
| Recorde europeu       | Rebecca Adlington | 8:14.10 | Pequim    | 16 de agosto de 2008 |
| Recorde do campeonato | Laure Manaudou    | 8:19.29 | Budapeste | 2 de agosto de 2006  |

## Medalhistas
| Ouro                 | Prata               | Bronze            |
| Boglárka Kapás (HUN) | Coralie Balmy (FRA) | Éva Risztov (HUN) |

## Resultados

### Eliminatórias
Esses foram os resultados das eliminatórias. 
| Pos. | Bateria | Raia | Nadadora                 | Nacionalidade | Tempo   | Notas |
| ---- | ------- | ---- | ------------------------ | ------------- | ------- | ----- |
| 1    | 1       | 5    | Coralie Balmy            | França        | 8:32.45 | Q     |
| 2    | 2       | 5    | Éva Risztov              | Hungria       | 8:33.44 | Q     |
| 3    | 2       | 3    | Melanie Costa Schmid     | Espanha       | 8:34.00 | Q     |
| 4    | 1       | 4    | Erika Villaécija García  | Espanha       | 8:36.07 | Q     |
| 5    | 2       | 4    | Boglárka Kapás           | Hungria       | 8:36.18 | Q     |
| 6    | 1       | 3    | Camelia Potec            | Roménia       | 8:37.05 | Q     |
| 7    | 1       | 7    | Julia Hassler            | Liechtenstein | 8:40.38 | Q,    |
| 8    | 2       | 2    | Martina de Memme         | Itália        | 8:41.46 | Q     |
| 9    | 2       | 6    | Alessia Filippi          | Itália        | 8:41.51 |       |
| 10   | 1       | 6    | Isabelle Härle           | Alemanha      | 8:43.00 |       |
| 11   | 2       | 1    | Spela Bohinc             | Eslovênia     | 8:52.22 |       |
| 12   | 1       | 2    | Nina Dittrich            | Áustria       | 8:55.23 |       |
| 13   | 2       | 7    | Donata Kilijanska        | Polónia       | 8:56.77 |       |
| 14   | 2       | 8    | Sigrún Brá Sverrisdóttir | Islândia      | 9:16.50 |       |
| 15   | 1       | 8    | Cecilia Eysturdal        | Ilhas Feroé   | 9:40.31 |       |
|      | 1       | 1    | Theodora Giareni         | Grécia        | DNS     |       |

### Final
Esse foi o resultado da final. 
| Pos.              | Raia | Nadadora                | Nacionalidade | Tempo   | Notas            |
| ----------------- | ---- | ----------------------- | ------------- | ------- | ---------------- |
| Medalha de ouro   | 2    | Boglárka Kapás          | Hungria       | 8:26.49 |                  |
| Medalha de prata  | 4    | Coralie Balmy           | França        | 8:27.79 |                  |
| Medalha de bronze | 5    | Éva Risztov             | Hungria       | 8:27.87 |                  |
| 4                 | 6    | Erika Villaécija García | Espanha       | 8:29.21 |                  |
| 5                 | 3    | Melanie Costa Schmid    | Espanha       | 8:29.71 |                  |
| 6                 | 7    | Camelia Potec           | Roménia       | 8:37.01 |                  |
| 7                 | 1    | Julia Hassler           | Liechtenstein | 8:38.18 | Recorde nacional |
| 8                 | 8    | Martina de Memme        | Itália        | 8:38.86 |                  |

Legenda
| Recorde mundial       | Recorde mundial (World record)               |                       | Recorde africano                      | Recorde africano (African) |                                           | Q | Classificado por posição (Qualified) |
| Recorde do campeonato | Recorde do campeonato (Championship record)  | Recorde da América    | Recorde da América (Americas)         | q                          | Classificado por melhor tempo (Qualified) |   |                                      |
| Melhor marca do ano   | Melhor marca do ano (World leading)          | Recorde asiático      | Recorde asiático (Asian)              | DNS                        | Não largou (Did not start)                |   |                                      |
| Recorde nacional      | Recorde nacional (National record)           | Recorde europeu       | Recorde europeu (European)            | DNF                        | Não terminou (Did not finish)             |   |                                      |
| Recorde pessoal       | Recorde pessoal do atleta (Personal best)    | Recorde da Oceania    | Recorde da Oceania (Oceania)          | DSQ / DQ                   | Desclassificado (Disqualified)            |   |                                      |
| Recorde da temporada  | Recorde da temporada do atleta (Season best) | Recorde sul-americano | Recorde sul-americano (South America) | NM                         | Sem marca (No mark)                       |   |                                      |